# Neanura giselae
Neanura giselae är en urinsektsart som beskrevs av Hermann Gisin 1950. Neanura giselae ingår i släktet Neanura och familjen Neanuridae. Inga underarter finns listade i Catalogue of Life.